# Larry Fine
Larry Fine, nascido Louis Feinberg (Filadélfia, 5 de outubro de 1902 — Los Angeles, 24 de janeiro de 1975), foi um ator, comediante e violinista americano, sendo membro da série de comédia Os Três Patetas. Larry participou do grupo desde suas primeiras formações e teve uma longa parceria com seu amigo Moe Howard, sendo que os dois, foram os únicos a permanecerem fixos no grupo, desde que estrearam no cinema.

## Infância e adolescência
Larry Fine nasceu em 5 de outubro de 1902 no lado sul da Filadélfia, Pensilvânia. Seu nome verdadeiro era Louis Feinberg. Filho dos judeus russos, Joseph Feinberg e Fanny Lieberman, ambos joalheiros. Larry tinha dois irmãos, Morris, um irmão mais novo Phillip que morreu prematuramente, e uma irmã, Lila, que seguiu a carreira de professora.
Quando criança, Larry sofreu um acidente na relojoaria de seu pai. Ele teve o braço esquerdo queimado por um ácido usado por seu pai na manutenção de relógios e jóias. Necessitou de tratamento especializado e um implante de pele foi feito em seu braço. Os médicos de Larry recomendaram que ele fizesse lições de violino como fisioterapia. Com o tempo, Larry desenvolveu tanto a técnica que começou a tocar violino profissionalmente, sendo visto em vários filmes de Os Três Patetas tocando o instrumento. Em cenas onde os Três Patetas tocavam violinos, Larry era o único que realmente estava tocando, enquanto os outros dois eram apenas dublados. Larry tornou-se um excelente violinista e seus pais quiseram enviá-lo para um conservatório de música européia, mas o plano foi impedido por causa da Primeira Guerra Mundial.
Para reforçar seu braço ainda mais, Larry aprendeu a lutar boxe em sua adolescência, lutando (e vencendo) uma luta profissional. Seu pai, que era contra isso, pôs fim em sua breve carreira como boxeador.

## Início da Carreira
Como Larry Fine, ele se apresentou pela primeira vez como violinista nos teatros de Vaudeville, ainda na tenra idade. Seu enorme talento e capacidade de combinar música e dança, deram-lhe um lugar especial entre as celebridades da época. Larry tinha conseguido uma vaga no número “Newsboy Sextette” de Gus Edwards, onde fazia o uso do violino, dançava e contava piadas em sotaque judaico. No número atuavam junto com Larry, Mabel Haney (sua futura esposa) e Loretta (sua irmã). Juntos co-protagonizaram o sketch The Haney Sisters and Fine, no teatro Vaudeville.
Em 1925, Larry desenvolveria um show em que faria uma dança russa ao tocar o violino. Foi este número que chamou a atenção de Ted Healy, um renomado ator e comediante. Ted convidou Larry para se tornar parte de seu espetáculo liderado por ele, onde Fine faria um novo trio cômico ao lado dos irmãos Moe e Shemp Howard. Algum tempo depois, Ted Healy and his Stooges alcançaram um grande sucesso nos espetáculos teatrais e conseguiram um contrato com a Fox - percursora da 20th Century Fox - para estrelarem o seu primeiro longa metragem: Soup to Nuts (1930). A formação deste primeiro filme contava com Moe, Larry e Shemp, atuando com Ted Healy e Fred Sanborn. 
Os Patetas e Healy tiveram uma briga após o filme, e o trio resolveu atuar por conta própria com o espetáculo Howard, Fine e Howard: Three Lost Soles, do outono de 1930 até o verão de 1932. Voltaram a atuar com Healy em julho de 1932, após Shemp deixar o grupo para seguir carreira solo, e sendo substituído por seu irmão mais novo, Curly Howard, quase que imediatamente. 
Os cabelos espetados de Larry tiveram sua origem, segundo rumores, desde seu primeiro encontro com Healy. Larry tinha acabado de molhar seus cabelos em uma bacia e os secou, estranhamente, enquanto conversavam. Healy o encorajou a manter o penteado louco. A carreira de Larry com os Patetas foi marcada por disputas autorais contra Healy onde discutiam pagamentos, contratos de filme, além do abuso verbal e do alcoolismo de Ted. Após atuarem com Healy em alguns filmes na MGM, os Patetas deixaram Ted para sempre em 1934.

## Os Três Patetas (1934-1957 / 1959-1970)
Após assinarem em 1934 com a Columbia Pictures um complexo contrato, o trio, agora batizado de The Three Stooges (Os Três Patetas no Brasil; Os Três Estarolas em Portugal) estrelaram uma série de curtas-metragens durante os anos 30, 40 e 50. Os Stooges alcançaram o sucesso imediato, embora, nunca tenham sabido de fato, o quanto eram populares. A combinação de Larry, Moe e Curly é tida, por muitos fãs e críticos, como a melhor formação do grupo. O curta Men in Black (1934), foi o único filme do trio, que seria indicado para um Óscar, na categoria de "Melhor Curta-metragem de Comédia".
Na "Era Curly", Larry teve destaque, inicialmente, no episódio Punch Drunks (1934), em que era um violinista que tocava a popular canção "Pop Goes the Weasel", que deixava o boxeador Curly totalmente louco por este não suportar a música e assim, ele nocauteava todos os lutadores, com Moe agindo como seu empresário.
Nos primeiros dois anos de curtas-metragens (e ocasionalmente, em alguns mais tarde) o personagem de Larry freqüentemente agia com um comportamento totalmente louco. Ele animaria os curtas com uma observação aleatória improvisada ou uma ação ridícula. Em Men in Black (1934), Larry, empunhando um bisturi, diria: "Vamos arrancá-lo... e ver se ele está maduro!" Em Disorder in the Court (1936), Larry volta a tocar seu violino e interrompe uma cena do tribunal com um grito de Tarzan selvagem. Claro, que depois disso, Moe o repreendia com um de seus golpes.
Posteriormente, em muitos dos curtas em que atuou, Larry mais reagia do que agia, ficando sempre no fundo e servindo como a voz da razão, em contraste às travessuras loucas de Moe e Curly. Ele era facilmente reconhecido por seu penteado calvo e bagunçado, com cabelos encaracolados vermelhos em torno dos lados e para trás. Moe costumava chamá-lo de "porco-espinho". Larry era nos filmes o meio termo entre o líder "mandão" Moe contra o infantil Curly (mais tarde substituído pelo atrapalhado Shemp, o "sensível" Joe e o "não tão original" Curly Joe). Porém, assim como os outros Patetas, Larry freqüentemente apanhava do Moe. A participação involuntária de Larry conseguia equilibrar perfeitamente a balança entre a grosseria de Moe e a ingenuidade de Curly ou Shemp. Embora Larry, muitas vezes, também propunha coisas impossíveis ou ilógicas. Com isso, ele rapidamente era repreendido por Moe, seja verbalmente ou fisicamente, resultando em um puxão que arrancava de forma cômica, os cabelos de Larry para fora da cabeça. De acordo com seu irmão, Larry desenvolveu um calo em um lado de sua cara, após ser batido inúmeras vezes por Moe, ao longo dos anos.
A partir da "Era Shemp", Larry permaneceu mais tempo na tela. Durante a maior parte da "Era Curly", Larry foi relegado a um papel menor, sendo chamado apenas para quebrar uma briga em potencial entre Moe e Curly. No momento em que Shemp se juntou aos Patetas, Larry teve sua participação aumentada igualmente, tornando-se o foco de vários episódios, especialmente Fuelin 'Around (1949) e He Cooked His Goose (1952).
Quando Joe Besser entrou no grupo em 1956, ele tinha uma cláusula em seu contrato que proibia que fosse atingido excessivamente. Ele alegou que Larry se ofereceu para apanhar sozinho de Moe nos curtas:
| “ | "... Moe e Larry, foram os melhores. Eu gostei de cada minuto com eles. Na verdade, para mostrar o quão maravilhosos eles eram, eu nunca gostei de ser atingido por qualquer coisa. E Larry sempre me dizia: "Não se preocupe, Joe, eu aceito por você". Esse é o tipo de caras que eles eram..." | ” |

Muitos atribuem o Larry nos curtas como uma extensão da própria personalidade do ator. O diretor Charles Lamont lembrou: "Larry era um louco, ele era o tipo de cara que sempre dizia alguma coisa. Já o escritor-diretor Edward Bernds lembrou-se de que as sugestões de Larry para os roteiros eram muitas vezes "escamosas", mas ocasionalmente continham uma boa ideia cômica.
Assim como Moe, Larry foi o único Pateta que permaneceu no trio desde o primeiro episódio (Woman Haters, 1934) até o último (Sappy Bull Fighters, 1959). Durante todos esses anos, a dupla perdeu Curly em 1946, que foi substituído pela volta de Shemp, até 1955 e por Joe Besser, até 1957. Após vários anos trabalhando na Columbia, Larry e Moe foram dispensados, no final de 1957, sem nunca sequer, terem recebido um salário justo do estúdio, que alegava que seus curtas não faziam sucesso, quando na verdade, eram muito populares. Apesar disso, o próprio Larry disse em 1970, que o estúdio liberava o trio para fazer turnês pelo país e o dinheiro que ganhavam, compensava seus salários injustos. Porém, em 1959, o trio foi redescoberto pelos jovens através da exibição de seus curtas na televisão, o que possibilitou Larry e Moe a retomarem suas carreiras. Com Joe DeRita (Curly-Joe), eles estrelaram alguns filmes de longa-metragem por toda a década de 1960, além de participarem de inúmeros programas de televisão.

## Morte
Os Três Patetas estavam trabalhando em uma nova série de TV, intitulada Kook's Tour, quando em 9 de janeiro de 1970, Larry sofreu um derrame, que paralisou todo o lado esquerdo de seu corpo. Após isso, Larry não poderia mais atuar novamente e se aposentou. Ele mudou-se para a Motion Picture Country House, uma comunidade de aposentadoria para atores do cinema em Woodland Hills, onde passou os seus cinco anos restantes, usando uma cadeira de rodas. Mesmo em seu estado paralisado, Larry fez o que pôde para entreter os outros pacientes, completando sua autobiografia Stroke of Luck  e sendo visitado, regularmente, por seu antigo amigo e parceiro Moe Howard.
Larry sofreu mais alguns derrames até falecer em 24 de janeiro de 1975, com 72 anos. Ele foi sepultado na mesma cripta onde se encontram sua esposa e seu filho no Forest Lawn Memorial Park, Glendale, Los Angeles, nos Estados Unidos. O Pateta Joe Besser também foi enterrado neste mesmo cemitério a uma curta distância da sepultura de Larry.

## Vida pessoal
Larry se casou com Mabel Haney em 1926. Sempre que havia uma cena em que os Três Patetas sonhavam com mulheres e diziam os nomes delas, Larry sempre chamava o nome de sua esposa, Mabel. Larry e Mabel tiveram dois filhos: Johnny, o mais velho, que faleceu em um violento acidente de automóvel em 17 novembro de 1961 com 24 anos de idade e Phyllis, a filha que permaneceu ao seu lado nos momentos mais difíceis de sua vida.
Seis anos mais tarde, em 30 de maio de 1967, enquanto ele estava em uma excursão comemorativa do aniversário da série, acabou sendo forçado a sair imediatamente ao saber que sua esposa Mabel, a quem tinha sido casado por 41 anos, tinha falecido. Sua única filha, Phyllis, morreu de câncer em 3 de abril de 1989, aos 60 anos de idade. Larry teve cinco netos: Christy Lynn Clark, John Fine Jr., Phyllis Miller, Kris Cutler e Eric Lamond. 
You Nazty Spy! (1940), Scrambled Brains (1951) e Cuckoo on a Choo Choo (1952), foram seus filmes favoritos com Os Três Patetas e Spencer Tracy, Peter Falk, Clark Gable, Milton Berle, Redd Foxx e Jack Benny, foram seus atores favoritos.
Nos bastidores, Larry tinha uma vida bastante despreocupada e desorganizada. Muitas vezes, estava envolvido em grandes festas e sempre chegava tarde para as reuniões importantes. Larry também foi um péssimo administrador de sua própria economia. Sempre precisava de dinheiro emprestado para pagar suas dívidas. Desperdiçou a grande quantidade em seus bens de luxo e presentes caros. Este manuseio descuidado de seu capital praticamente o afundou na pobreza, quando a Columbia decidiu acabar com os "Três Patetas", em 1957. Ele tinha um vício significativo pelo jogo e com isso, gastava todo o dinheiro que  tinha sobrando.
Larry também se cercava de amigos. Alguns diziam que ele era sempre bastante agradável, não importando as circunstâncias. Em uma entrevista, Larry mesmo admitiu, que ele muitas vezes, deu dinheiro para atores e amigos que precisavam de ajuda e nunca pediu para ser reembolsado.
Por causa de seus hábitos e da aversão de Mabel por tarefas domésticas, Larry e sua família moravam em hotéis - primeiro no President Hotel, em Atlantic City, Nova Jersey, onde sua filha Phyllis foi criada, depois no Hotel Knickerbocker em Hollywood. Larry não possuía uma casa própria até o final da década de 1940, quando comprou uma na área de Los Feliz, em Los Angeles, Califórnia.
Larry faleceu em 1975, apenas a poucos meses de diferença de seu velho amigo e colega, Moe Howard, que morreu em maio do mesmo ano.

## Legado
- Os Três Patetas ganharam uma estrela na Calçada da Fama em Hollywood, em homenagem a suas contribuições para a indústria de filmes em 30 de agosto de 1983.

- No filme feito para a TV dos anos 2000, Larry Fine foi interpretado por Evan Handler.

- Um grande mural de Larry Fine aparece em uma parede na interseção movimentada da Rua 3rd and South, perto de sua terra natal em Filadélfia. O esforço para criar um mural nesse local começou quando um semanário local sugeriu que a cidade de alguma forma, o honrasse. Inaugurado em 26 de outubro de 1999, com a irmã de Larry presente, o mural mostrou Fine, com um olhar peculiar em seu rosto. Em maio de 2006, um mural similar mostrou Larry com uma expressão mais animada e tocando violino, sendo pintado sobre o mural original. Este mural está com a descrição: "Local de nascimento de Larry Fine."

- Em 15 de outubro de 2009, a Associação Alumni da Central High School da Filadélfia colocou Larry no Hall da Fama da escola, mesmo ele nunca tendo se formado. Um membro do Comitê Central do Hall da Fama de Alumni salientou: "Muitas pessoas nem sequer estão cientes de que o Sr. Fine era um filadelfiano e que merece uma homenagem que estamos tentando fazer."

- No filme dos irmãos Farrelly de 2012, The Three Stooges (filme), Larry é representado por Sean Hayes. O Larry jovem foi interpretado por Lance Chantiles-Wertz.

## Livros recomendados
- Larry, the Stooge in the Middle; por Morris Feinberg (Last Gasp, 2001).
- Moe Howard and the Three Stooges; por Moe Howard, (Citadel Press, 1977).
- The Complete Three Stooges: The Official Filmography and Three Stooges Companion; por Jon Solomon, (Comedy III Productions, Inc., 2002).
- The Three Stooges Scrapbook; por Jeff Lenburg, Joan Howard Maurer, Greg Lenburg (Citadel Press, 1994).
- The Three Stooges: An Illustrated History, From Amalgamated Morons to American Icons; por Michael Fleming (Broadway Publishing, 2002).
- One Fine Stooge: A Frizzy Life in Pictures; por Steve Cox y Jim Terry, (Cumberland House Publishing, 2006).
- Stroke of Luck; by James Carone, as told by Larry Fine (Siena Publishing, Hollywood, 1973.)